# La Roche-en-Ardenne
La Roche-en-Ardenne là một đô thị của Bỉ. Đô thị này nằm ở tỉnh Luxembourg, vùng Wallonie.
Ngày 1 tháng 1 năm 2007, đô thị này có diện tích 147,52 km², có dân số 4.348 dân với mật độ dân số 29,5 người trên mỗi km².
Đô thị này nằm ở khúc uống của sông Ourthe, thị trấn La Roche-en-Ardenne là một trong những địa điểm du lịch ở Ardennes với các hoạt động leo núi, chèo xuống kayak. Kinh tế chính địa phương là ngành nông nghiệp.